# Cetatea dacică de la Cotnari
Este o fortificație dacică situată pe teritoriul României.